# Qizhou (köpinghuvudort i Kina, Hubei Sheng, lat 30,07, long 115,33)
Qizhou är en köpinghuvudort i Kina. Den ligger i provinsen Hubei, i den centrala delen av landet, omkring 120 kilometer sydost om provinshuvudstaden Wuhan. Antalet invånare är 67 040. Befolkningen består av 32 468 kvinnor och 34 572 män. Barn under 15 år utgör 18,0 %, vuxna 15-64 år 71 %, och äldre över 65 år 9,0 %.
Runt Qizhou är det tätbefolkat, med 427 invånare per kvadratkilometer. Närmaste större samhälle är Wuxue Shi, 18,5 km söder om Qizhou. 
Genomsnittlig årsnederbörd är 1 963 millimeter. Den regnigaste månaden är maj, med i genomsnitt 276 mm nederbörd, och den torraste är januari, med 55 mm nederbörd.